# Cincinnati Bengals 2022
La stagione 2022 dei Cincinnati Bengals è stata la 55ª della franchigia, la 53ª nella National Football League, la quarta con Zac Taylor come capo-allenatore e la prima nello stadio rinominato in Paycor Stadium.
Dopo avere perso le prime due partite, i Bengals si ripresero vincendo 12 delle successive 14 gare, pareggiando il record di franchigia di 12–4. Dopo una vittoria dei Jacksonville Jaguars sui New York Jets nella settimana 16, la squadra centrò i playoff per il secondo anno consecutivo. La gara della settimana 17 del 2 gennaio 2023 contro i Buffalo Bills fu sospesa, e poi rimandata a data da definire, a seguito del collasso in campo per un arresto cardiaco della safety dei Bills Damar Hamlin che richiese l'intervento del personale medico e di un'ambulanza. Successivamente la lega decise di cancellare la gara. Fu la prima partita cancellata dallo sciopero dei giocatori nella stagione 1987 e la prima in assoluto ad essere sospesa, rinviata e poi mai rigiocata.. Nell'ultimo turno Cincinnati batté Baltimore, assicurandosi il vantaggio del fattore campo nel primo turno di playoff.
I Bengals batterono i Ravens 24–17 nel turno delle wild card. La giocata decisiva fu un ritorno da 98 yard  in touchdown sul recupero di un fumble del defensive end Sam Hubbard dopo che il linebacker Logan Wilson aveva strappato il pallone al quarterback avversario Tyler Huntley. La settimana successiva i Bengals si recarono a Buffalo e malgrado le condizioni nevose vinsero per 27–10. Avanzarono così alla seconda finale della AFC consecutiva per la prima volta nella loro storia. Vi affrontarono i Kansas City Chiefs all'Arrowhead Stadium in una rivincita della finale dell'anno precedente. Sul finale del quarto periodo la gara si trovava ancora in parità ma alla fine Kansas City prevalse con un field goal, andando poi a vincere il Super Bowl LVII.
Poco prima dell'inizio della pre-stagione, i Bengals rinominarono il loro stadio Paycor Stadium. Dalla sua apertura nel 2000 la struttura era sempre stata dedicata al proprietario e fondatore Paul Brown.

## Scelte nel Draft 2022
| Scelte dei Bengals nel Draft 2022 |        |                  |       |                    |
| Giro                              | Scelta | Giocatore        | Ruolo | College            |
| 1                                 | 31     | Daxton Hill      | S     | Michigan           |
| 2                                 | 60     | Cam Taylor-Britt | CB    | Nebraska           |
| 3                                 | 95     | Zachary Carter   | DT    | Florida            |
| 4                                 | 136    | Cordell Volson   | OT    | North Dakota State |
| 5                                 | 166    | Tycen Anderson   | S     | Toledo             |
| 7                                 | 252    | Jeffrey Gunter   | DE    | Coastal Carolina   |

## Staff
| Staff dei Cincinnati Bengals nel 2022 |
| --- |
| Organi dirigenziali - Presidente/General Manager – Mike Brown - Vice presidente esecutivo – Katie Blackburn - Vice presidente – Troy Blackburn - Vice presidente del personale dei giocatori – Paul Brown Jr. - Direttore del personale professionistico – Duke Tobin - Dirigente del personale – Bill Tobin - Direttore degli osservatori del college – Mike Potts - Direttore degli osservatori professionistici – Steven Radicivec Capo allenatore - Zac Taylor - Assistente c.a./coordinatore special team – Darrin Simmons Altri allenatori - Preparatore atletico – Joey Boese - Assistente p.a. – Todd Hunt - Assistente p.a. – Garrett Swanson Allenatori dell'attacco - Coordinatore offensivo – Brian Callahan - Quarterback – Dan Pitcher - Running back – Justin Hill - Wide receiver – Troy Walters - Assistente wide receiver – Brad Kragthorpe - Tight end – James Casey - Offensive line/gioco sulle corse – Frank Pollack - Assistente offensive line – Derek Frazier - Assistente offensive line – Ben Martin Allenatori della difesa - Coordinatore difensivo – Lou Anarumo - Defensive line – Marion Hobby - Linebacker – James Bettcher - Assistente linebacker – Jordan Kovacs - Secondary/safety – Robert Livingston - Secondary/cornerback – Charles Burks - Assistente difesa senior – Mark Duffner - Controllo qualità difesa – Louie Cioffi Allenatori dello special team - Assistente special team – Colt Anderson |

## Roster
| Roster dei Cincinnati Bengals nel 2022 |
| --- |
| Quarterback - 9 Joe Burrow Running Back - 25 Chris Evans - 28 Joe Mixon - 34 Samaje Perine Wide Receiver - 83 Tyler Boyd - 1 Ja'Marr Chase - 85 Tee Higgins - 17 Stanley Morgan Jr. - 11 Trent Taylor - 80 Mike Thomas Tight End - 86 Devin Asiasi - 88 Hayden Hurst - 89 Drew Sample - 84 Mitchell Wilcox Offensive Linemen - 77 Hakeem Adeniji G - 65 Alex Cappa G - 79 Jackson Carman G - 71 La'el Collins T - 63 Trey Hill C - 64 Ted Karras C - 75 Isaiah Prince T - 74 Max Scharping G - 70 D'Ante Smith T - 67 Cordell Volson T - 73 Jonah Williams T Defensive Linemen - 95 Zachary Carter DT - 93 Jeffrey Gunter DE - 91 Trey Hendrickson DE - 92 B.J. Hill DT - 94 Sam Hubbard DE - 58 Joseph Ossai DE - 98 D.J. Reader NT - 96 Cameron Sample DE - 68 Josh Tupou NT - 97 Jay Tufele DT Linebacker - 51 Markus Bailey MLB - 59 Akeem Davis-Gaither OLB - 44 Clay Johnston OLB - 57 Germaine Pratt OLB - 55 Logan Wilson MLB Defensive Back - 26 Tycen Anderson FS - 20 Eli Apple CB - 22 Chidobe Awuzie CB - 30 Jessie Bates FS - 24 Vonn Bell SS - 35 Jalen Davis CB - 33 Tre Flowers CB - 42 Allan George CB - 23 Daxton Hill SS - 21 Mike Hilton CB Special Team - 46 Clark Harris LS - 10 Kevin Huber P - 2 Evan McPherson K Lista delle riserve - 49 Joe Bachie OLB (PUP) - 62 Ben Brown C (IR) - 61 Lamont Gaillard C (Waived/injured) - 90 Khalid Kareem DE (IR) - 36 Elijah Holyfield RB (IR) - 60 Desmond Noel T (Waived/injured) - 29 Cam Taylor-Britt CB (IR) - 40 Brandon Wilson FS (PUP) Squadra di allenamento - 48 Cal Adomitis LS - 6 Jake Browning QB - 4 Drue Chrisman P - 76 Devin Cochran OT - 72 Domenique Davis DT - 66 Nate Gilliam G - 16 Trenton Irwin WR - 69 Raymond Johnson II - 47 Keandre Jones LB - 18 Kwamie Lassiter II WR - 81 Thaddeus Moss TE - 45 Tegray Scales LB - 99 Tyler Shelvin DT 53 attivi, 8 inattivi, 13 nella squadra di allenamento |
| Legenda - I rookie sono in corsivo. - Il primo ruolo è il principale mentre gli eventuali successivi indicano i ruoli secondari. - (IR) sta per Injured Reserve ed indica la lista ristretta per un solo giocatore infortunato che può tornare ad allenarsi dopo la settimana 6 e a rientrare in prima squadra dopo che questa ha giocato 8 partite. - (NF-Inj.) / (NF-Ill.) stanno rispettivamente per Non-Football Injured e Non-Football Illness ed indicano le liste dove viene inserito un giocatore che ha un infortunio o una malattia non dipendente dal football americano. - (PUP) sta per Physically Unable to Perform ed indica la lista dove viene inserito un giocatore mentre è in attesa di recuperare la condizione fisica. Nella stagione regolare dopo la sesta partita giocata dalla propria squadra, il giocatore ha tempo tre settimane per riprendere ad allenarsi, più tre settimane aggiuntive dal suo rientro agli allenamenti per rientrare in prima squadra. |

## Precampionato
Il 12 maggio 2022 sono state annunciate le partite dei Bengals nel precampionato. 
| Precampionato |                |                   |           |        |                 |         |
| Settimana     | Data           | Avversario        | Risultato | Record | Stadio          | Sintesi |
| 1             | 12 agosto 2022 | Arizona Cardinals | S 23-36   | 0-1    | Paycor Stadium  | Sintesi |
| 2             | 21 agosto 2022 | @ New York Giants | S 22-25   | 0-2    | MetLife Stadium | Sintesi |
| 3             | 27 agosto 2022 | Los Angeles Rams  | V 16-7    | 1-2    | Paycor Stadium  | Sintesi |

## Stagione regolare

### Calendario
Il calendario della stagione regolare è stato annunciato il 12 maggio 2022. Il gruppo degli avversari, stabiliti sulla base delle rotazioni previste dalla NFL per gli accoppiamenti tra le division nonché dai piazzamenti ottenuti nella stagione precedente, fu giudicato come il 3º più duro da affrontare tra tutti quelli della stagione 2022.
| Stagione regolare |                   |                        |                 |        |                       |         |
| Settimana         | Data              | Avversario             | Risultato       | Record | Stadio                | Sintesi |
| 1                 | 11 settembre 2022 | Pittsburgh Steelers    | S 20-23 (DTS)   | 0-1    | Paycor Stadium        | Sintesi |
| 2                 | 18 settembre 2022 | @ Dallas Cowboys       | S 17-20         | 0-2    | AT&T Stadium          | Sintesi |
| 3                 | 25 settembre 2022 | @ New York Jets        | V 27-12         | 1-2    | MetLife Stadium       | Sintesi |
| 4                 | 29 settembre 2022 | Miami Dolphins (T)     | V 27-15         | 2-2    | Paycor Stadium        | Sintesi |
| 5                 | 9 ottobre 2022    | @ Baltimore Ravens (S) | S 17-19         | 2-3    | M&T Bank Stadium      | Sintesi |
| 6                 | 16 ottobre 2022   | @ New Orleans Saints   | V 30-26         | 3-3    | Caesars Superdome     | Sintesi |
| 7                 | 23 ottobre 2022   | Atlanta Falcons        | V 35-17         | 4-3    | Paycor Stadium        | Sintesi |
| 8                 | 31 ottobre 2022   | @ Cleveland Browns (M) | S 13-32         | 4-4    | FirstEnergy Stadium   | Sintesi |
| 9                 | 6 novembre 2022   | Carolina Panthers      | V 42-21         | 5-4    | Paycor Stadium        | Sintesi |
| 10                | Riposo            | Riposo                 | Riposo          | Riposo | Riposo                | Riposo  |
| 11                | 20 novembre 2022  | @ Pittsburgh Steelers  | V 37-30         | 6-4    | Acrisure Stadium      | Sintesi |
| 12                | 27 novembre 2022  | @ Tennessee Titans     | V 20-16         | 7-4    | Nissan Stadium        | Sintesi |
| 13                | 4 dicembre 2022   | Kansas City Chiefs     | V 27-24         | 8-4    | Paycor Stadium        | Sintesi |
| 14                | 11 dicembre 2022  | Cleveland Browns       | V 23-10         | 9-4    | Paycor Stadium        | Sintesi |
| 15                | 18 dicembre 2022  | @ Tampa Bay Buccaneers | V 34-23         | 10-4   | Raymond James Stadium | Sintesi |
| 16                | 24 dicembre 2022  | @ New England Patriots | V 22-18         | 11-4   | Gillette Stadium      | Sintesi |
| 17                | 2 gennaio 2022    | Buffalo Bills (M)      | Gara cancellata | 11-4   | Paycor Stadium        | N.D.    |
| 18                | 8 gennaio 2022    | Baltimore Ravens       | V 27-16         | 12-4   | Paycor Stadium        | Sintesi |

Note:
- Gli avversari della propria division sono in grassetto.
- Il simbolo "@" indica una partita giocata in trasferta.
- (M) indica il Monday Night Football, (T) il Thursday Night Football, (S) il Sunday Night Football e (I) le International Series.

## Play-off
Al termine della stagione regolare i Bengals arrivarono primi nella AFC North con un record di 12 vittorie e 4 sconfitte, qualificandosi ai play-off con il seed 3.
| Play-off         |                 |                          |           |        |                   |         |
| Turno            | Data            | Avversario (seed)        | Risultato | Record | Stadio            | Sintesi |
| Wild Card        | 15 gennaio 2023 | Baltimore Ravens (6)     | V 24-17   | 1-0    | Paycor Stadium    | Sintesi |
| Divisional       | 22 gennaio      | @ Buffalo Bills (2)      | V 27-10   | 2-0    | Highmark Stadium  | Sintesi |
| AFC Championship | 29 gennaio      | @ Kansas City Chiefs (1) | S 20-23   | 2-1    | Arrowhead Stadium | Sintesi |

## Premi

### Premi settimanali e mensili
- Trey Hendrickson:

difensore della AFC della settimana 3
- Evan McPherson:

giocatore degli special team della AFC della settimana 4
- Joe Burrow:

quarterback della settimana 6
giocatore offensivo della AFC della settimana 7
giocatore offensivo della AFC della settimana 13
giocatore offensivo della AFC della settimana 16
quarterback della settimana 7
quarterback della settimana 11
- Joe Mixon:

giocatore offensivo della AFC della settimana 9
running back della settimana 9